# Michael Hoffman
Pour les articles homonymes, voir Hoffman.
Michael Hoffman est un réalisateur, producteur, scénariste et acteur américain né le 30 novembre 1956 à Hawaii (États-Unis).

## Filmographie

### comme réalisateur
- 1982 : Privileged (en)
- 1985 : Restless Natives
- 1987 : Promised Land
- 1988 : Les Trois graces et moi (Some Girls)
- 1991 : La télé lave plus propre (Soapdish)
- 1995 : Le Don du roi (Restoration)
- 1996 : Un beau jour (One Fine Day)
- 1999 : Le Songe d'une nuit d'été (A Midsummer Night's Dream)
- 2002 : Le Club des empereurs (The Emperor's Club)
- 2002 : MDs (série TV)
- 2006 : Game 6
- 2010 : Tolstoï, le dernier automne (The Last Station)
- 2013 : Gambit : Arnaque à l'anglaise (Gambit)
- 2014 : Une seconde chance (The Best Of Me)

### comme producteur
- 1999 : Le Songe d'une nuit d'été (A Midsummer Night's Dream)
- 2005 : The Great New Wonderful
- 2005 : Twelve and Holding

### comme scénariste
- 1982 : Privileged (en)
- 1987 : Promised Land
- 1999 : Le Songe d'une nuit d'été (A Midsummer Night's Dream)
- 2010 : The Last Station

### comme acteur
- 1982 : Privileged (en) : Alan